# Салтак (Сернурский район)
 Салтак  — деревня в Сернурском районе Республики Марий Эл. Входит в состав Марисолинского сельского поселения.

## География
Находится в северо-восточной части республики Марий Эл на расстоянии приблизительно 16 км на север-северо-запад от районного центра посёлка Сернур.

## История
Известна с 1883 года как деревня, где значилось 11 дворов, 14 домов. Проживали русские. В 1975 году насчитывалось 11 хозяйств, 37 жителей. В советское время работал колхоз «Красный Путиловец», совхозы «Казанский» и «Марисолинский».

## Население
Население составляло 2 человека (русские 100 %) в 2002 году, 1 в 2010.